# Michael Merzenich
Michael M. Merzenich (* 1942 in Lebanon, Oregon) ist ein US-amerikanischer Neurowissenschaftler und emeritierter Professor an der University of California, San Francisco.

## Leben
Merzenich erwarb 1964 an der University of Portland einen Bachelor und 1968 an der Johns Hopkins University einen Ph.D. in Physiologie. Als Postdoktorand arbeitete er im Laboratorium für Neurophysiologie an der University of Wisconsin–Madison. 1971 erhielt er eine Professur für Hals-Nasen-Ohren-Heilkunde und Physiologie an der University of California, San Francisco, wo er bis zu seiner Emeritierung 2007 blieb.
Merzenichs Team legte mit seinen Forschungen zur Neurophysiologie des Hörens wichtige Grundlagen zur erfolgreichen Entwicklung der Multikanal-Cochlea-Implantate. 1996 gehörte er zu den Gründern von Scientific Learning, einem Unternehmen, das Programme zur Sprachförderung von Schulkindern entwickelt, darunter Fast ForWord. 2002 gehörte Merzenich zu den Gründern von Posit Science, einem Unternehmen, das ähnliche Software für Ältere, psychisch Erkrankte und Hirnverletzte herstellt. 2009 gründeten Merzenich und einige Kollegen das Brain Plasticity Institute, das an der Entwicklung neuer Methoden zur Therapie unterschiedlicher neurologischer und psychiatrischer Erkrankungen bei Kindern und Erwachsenen arbeitete und später in Posit Science aufging.
Merzenichs Forschungsgebiete umfassen die funktionelle Organisation des somatosensorischen und auditorischen Nervensystems, die neurologischen Grundlagen der Lernen-verursachten neuronalen Plastizität und die neurologischen Ursachen und die Linderung von entwicklungsbedingten und erworbenen Störungen von Sprache, Lesen, Gedächtnis, Aufmerksamkeit, kognitiver Kontrolle und Bewegung. Merzenich und seine Teams entwickelten Modelle für die Veränderungen des Gehirns nach (1) Hirnverletzung oder Schlaganfall, (2) durch negative Erfahrungen mit nachfolgender Beeinträchtigung, Psychosen und Sucht und (3) im Rahmen des Alterns. Alle diese Modelle dienten gleichzeitig als Basis für die Entwicklung medizinischer Therapieverfahren beim Menschen.

## Auszeichnungen (Auswahl)
- 1997 Neuronal Plasticity Prize der Ipsen-Stiftung[1]
- 1999 Karl Spencer Lashley Award
- 1999 Mitglied der National Academy of Sciences[2]
- 2002 Zülch-Preis der Max-Planck-Gesellschaft[3]
- 2010 Mitglied des Institute of Medicine
- 2015 Russ Prize der National Academy of Engineering[4]
- 2016 Kavli-Preis der Norwegischen Akademie der Wissenschaften[5]

## Schriften (Auswahl)
- Jon H. Kaas, Michael M. Merzenich, Herbert P. Killackey: The reorganization of somatosensory cortex following peripheral nerve damage in adult and developing mammals. In: Annual review of neuroscience. Band 6, Nr. 1, 1983, S. 325–356.
- Dean V. Buonomano, Michael M. Merzenich: Cortical plasticity: from synapses to maps. In: Annual review of neuroscience. Band 21, Nr. 1, 1998, S. 149–186.
- K. Lambert, A. J. Eisch, L. A. Galea, G. Kempermann, M. Merzenich: Optimizing brain performance: Identifying mechanisms of adaptive neurobiological plasticity. In: Neuroscience & Biobehavioral Reviews. Band 105, 2019, S. 60–71.